# گاوبازی تورئو

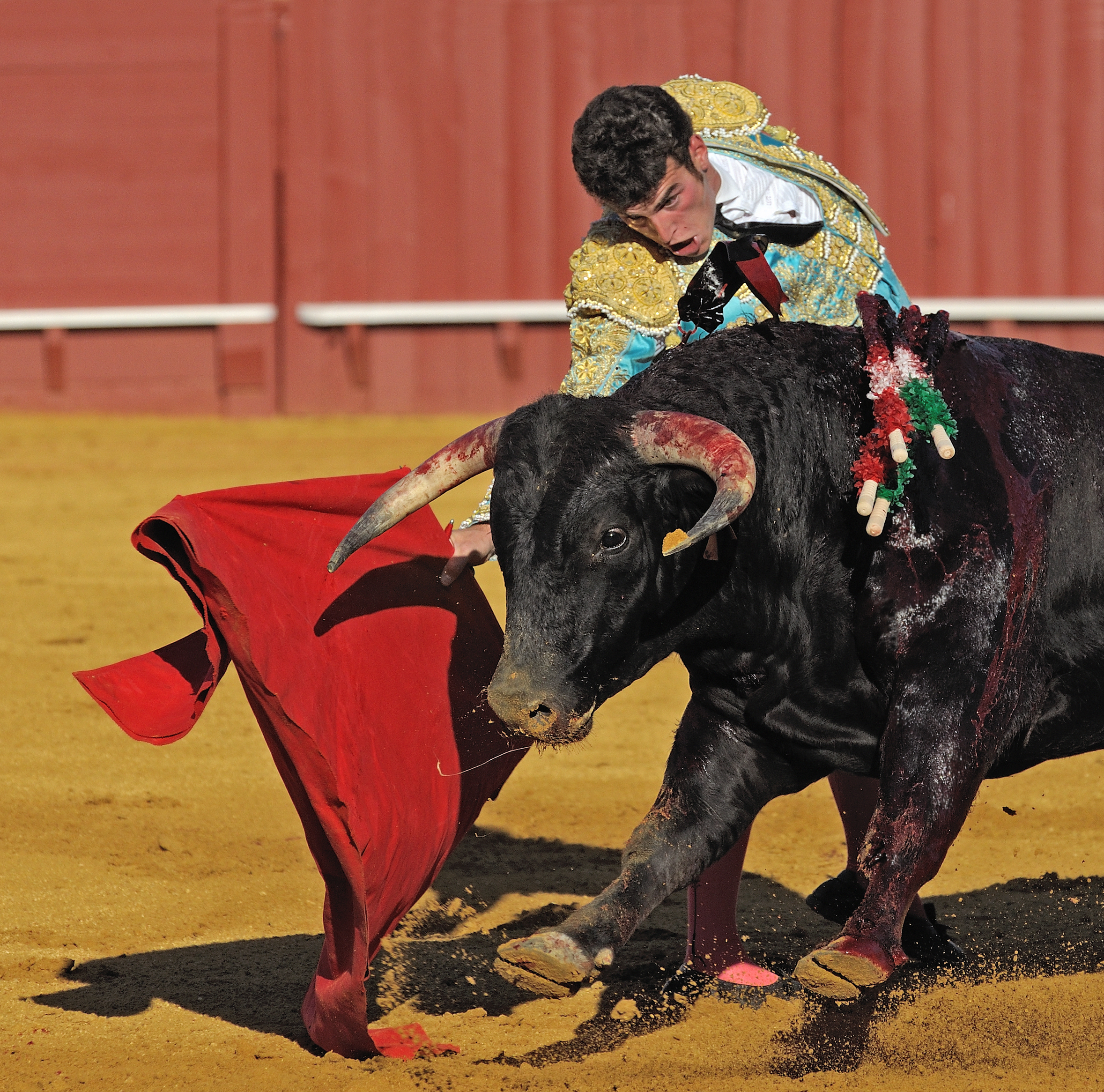
نگاره‌ای از نبرد ماتادور و گاو زخمی در تماشاخانهٔ مائسترانزا (en) در سِویل، اسپانیا.

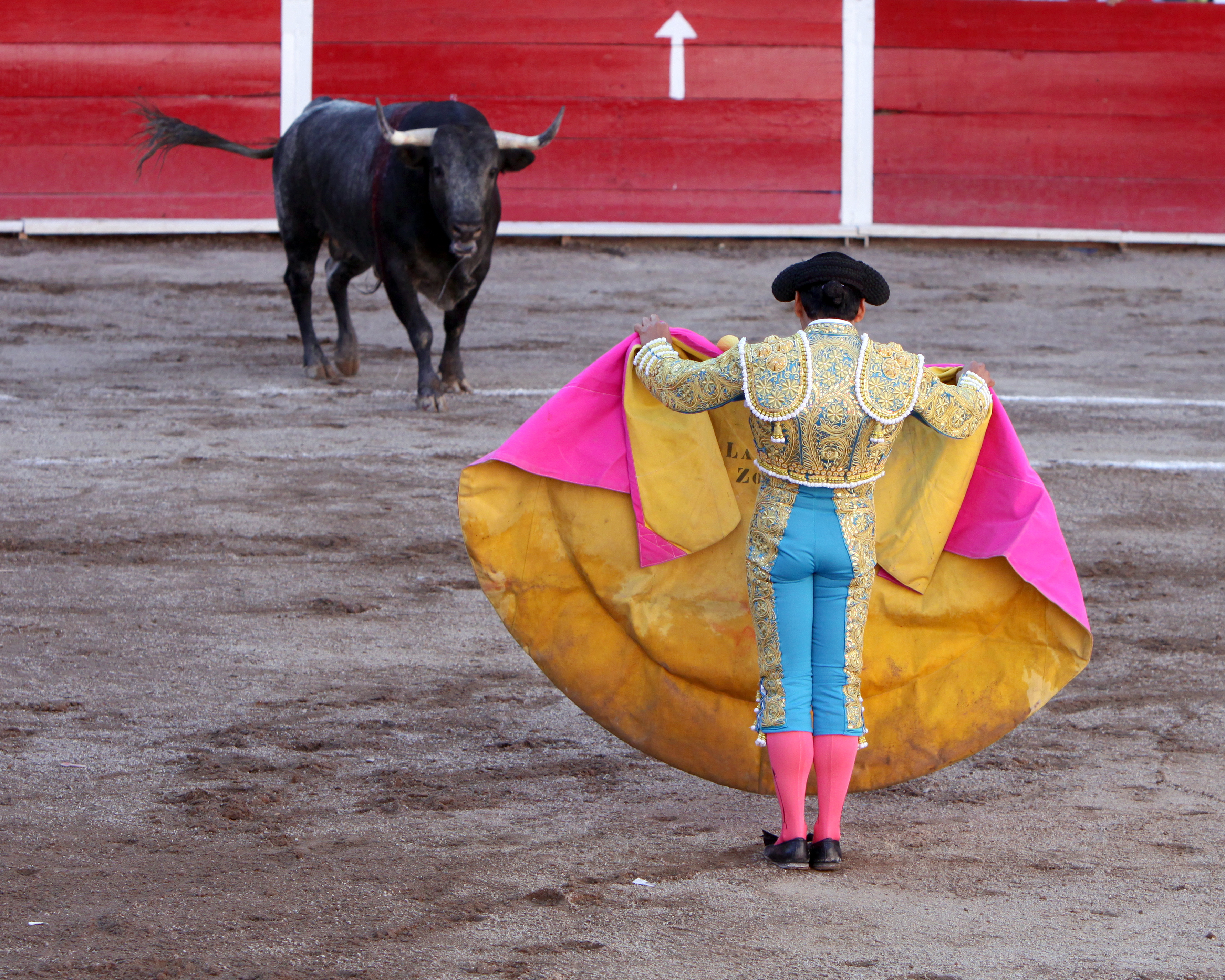
نمایش سنتی گاوبازی تورئو در جریان جشنواره ملی سان مارکوس در آگوئاسکالینتس، مکزیک.

گاوبازی تورئو (به انگلیسی: Bullfighting) یک مسابقه فیزیکی و گونه‌ای گاوبازی است که در اسپانیا و فرانسه و همچنین آمریکای لاتین متداول است. در این نوع سرگرمی گاوباز یا گاوبازها به گاو حمله کرده و تلاش می‌کنند طبق مجموعه‌ای از قوانین، پروتکل‌ها یا همچنین انتظارات فرهنگی، یک گاو را تحت سلطه قرار داده یا بی‌حرکت نمایند. در بیشتر مواقع نیز نهایتاً آن را می‌کُشند. این تفریح نوعی حیوان‌آزاری است و جزء ورزش‌های خونین محسوب می‌شود.
انواع مختلفی از گاوبازی وجود دارد که برخی از آنها شامل رقصیدن در اطراف گاو یا پریدن از روی حیوان و همین‌طور تلاش برای گرفتن یک شی بسته‌شده به شاخ حیوان است. شناخته‌شده‌ترین شکل گاوبازی، گاوبازی به سبک اسپانیایی است که در کشورهای مانند اسپانیا، پرتغال، جنوب فرانسه، مکزیک، کلمبیا، اکوادور، ونزوئلا، و پرو انجام می‌شود. گاو مبارز اسپانیایی به دلیل خوی تهاجمی و اندام ستبر به گونه‌ای خاص مانند رشد در مناطق و محدوده‌های آزاد به همراه کمترین تماس انسانی پرورش داده و تربیت می‌شود. در سال ۲۰۱۳ گاوبازی تورئو بر پایه مصوبه کرتس خنرالس، مجلس نمایندگان اسپانیا به عنوان بخش غیرقابل انکار میراث فرهنگی این کشور شناخته شد.
ارنست همینگوی نویسنده برجستهٔ آمریکایی در یکی از کتاب مرگ در بعد از ظهر، در مورد این نوع از گاوبازی، بدون ذکر درست یا نادرست بودن آن می‌نویسد: «من فقط این را می‌دانم که کار خوب، کاری است که بعد از آن احساس خوبی از خود داشته‌باشی و کار بد آنی هست که بعد از انجامش احساس بدی به‌تو دست بدهد».

## ممنوعیت
آرژانتین، کوبا و اروگوئه بیش از صد سال پیش گاوبازی را ممنوع کردند. همچنین در برزیل و شیلی ممنوعیت‌هایی برای گاوبازی وجود دارد. اما گاوبازی همچنان در اکوادور، مکزیک، پرو، و ونزوئلا مجاز است. مکزیکوسیتی در سال ۲۰۲۲ گاوبازی را ممنوع کرد. اما این ممنوعیت دو سال بعد لغو شد.
در مه ۲۰۲۴ کنگره کلمبیا با تصویب لایحه‌ای گاوبازی در سراسر کشور را از سال ۲۰۲۷ ممنوع کرد.
گاوبازی هنوز در فرانسه و اسپانیا برگزار می‌شود. اگرچه برخی شهرها در هر دو کشور آن را غیرقانونی اعلام کرده‌اند.